# Chaerephon
Chaerephon es un género de murciélagos del Viejo Mundo en la familia Molossidae. Las especies dentro de este género son:.

## Especies
- Chaerephon aloysiisabaudiae
- Chaerephon ansorgei
- Chaerephon atsinanana
- Chaerephon bemmeleni
- Chaerephon bivittatus
- Chaerephon bregullae
- Chaerephon chapini
- Chaerephon gallagheri
- Chaerephon jobensis
- Chaerephon jobimena
- Chaerephon johorensis
- Chaerephon major
- Chaerephon nigeriae
- Chaerephon plicatus
- Chaerephon pumilus
- Chaerephon pusillus
- Chaerephon russatus
- Chaerephon solomonis
- Chaerephon tomensis